# Будинок на вулиці Вірменській, 27 (Львів)
Будинок на вулиці Вірменській, 27 (також Кам'яниця Тарафацьких, конскрипційний № 126, інша адреса — вул. Лесі Українки, 30) — житловий будинок XVII століття, пам'ятка архітектури місцевого значення (охоронний № 25). Розташований в історичному центрі Львова, на вулиці Вірменській під № 27. Тильний фасад будинку виходить на вулицю Лесі Українки під № 30 і внесений окремо до Реєстру пам'яток як пам'ятка архітектури національного значення № 1293.

## Історія
Сучасний будинок № 27 постав на місці двох кам'яничок XVII століття. Перша з них стояла праворуч, була одноповерховою, мала фасад шириною в 18 ліктів (11 м) і належала родині Манчукевичів (в різних джерелах фігурує як кам'яниця Манцюківська або Манчуковська, вперше згадується в 1630—1631 роках під назвою Манчуківський дім). Друга кам'яничка, що стояла ліворуч, мала два поверхи, фасад шириною в 11,1 ліктя (6,85 м) і належала родині Тарафацьких. Найдавніша документальна згадка про цю кам'яницю датована 1640 роком. Станом на 1767 рік обидві ці будинки все ще стояли окремо. Кам'яниця Манчукевичів у середині XVIII століття належала мінському підчашому Войцеху Ляховському, який 1764 року продав її Єлизаветі Яскевич з родини Манчукевичів. Кам'яниця Тарафацьких, яка в ті ж часи належала судді вірменської нації Гавриїлу Аракеловичу, була 3 листопада 1773 року продана його вдовою, Євфрозиною, остринському старості, панцерному ротмістрові коронного війська Ігнатію Вороничу за 6 500 золотих. Через кілька днів, 5 листопада 1773 року Ігнатій Воронич укладає контракт, за яким викупає сусідню кам'яницю Тарафацьку у Єлизавети Яскевич за 11 500 золотих. Зберігся опис кам'яниці Тарафацької, датований 1780 роком: «…мала в собі пивничку і малий склепик на долі, на верхньому поверсі — одна велика кімната, на 2-му — одна кімната і друга маленька навпроти неї…». Ймовірно, Ігнатій Воронич планував перебудувати дві маленькі кам'янички в одну, проте пожежа 1778 року значно пошкодила будівлі.
У 1782 році напівзруйновані пожежею будинки виставили на публічний аукціон, де їх придбав нотаріус Францішек Ксаверій Яськевич за 8105 золотих, проте дуже швидко і за ту ж суму перепродав їх фіскальному асесору Григорію Урановичу, члену Львівського Ставропігійського братства. Григорій Уранович зніс руїни будинків і на старих фундаментах у 1783—1788 роках побудував нову кам'яницю у стилі пізнього бароко. На початку XIX століття будинок знову реконструювали, перебудувавши фасад і стилі неоренесансу; зберігся проект 1807 року за авторством архітектора Фридерика Пахмана, на якому кам'яниця вже набула сучасного вигляду.
У 1849 році на другому поверсі кам'яниці розташовувалася редакція видання «Пчола — Письмо часовоє, посвященноє словесности народной», видавцем якого був о. Іван Гушалевич.
Станом на 1871 рік власником кам'яниці значився доктор Юліуш Ступницький, у 1889 році — Емануель Качковський. У 1887 році на другому поверсі будинку містилося товариство «Просвіта». Наприкінці XIX століття кам'яницю знову реконструювали, добудувавши четвертий поверх і оформивши фасад у стилі історизму, у 1885 році переробили тильний фасад, замурувавши вхід і перебудувавши його під житлові приміщення. У 1923 році відремонтували вбиральні на подвір'ї та переробили вікно у цукерні Едмунда Цибульського, яка розміщувалася у тильному будинку, що виходить на вулицю Лесі Українки (№ 30).
За польських часів співвласниками кам'яниці значилися Марія Воленська та родина Свістерських. У 1928 році львівський магістрат направив їх вимогу відремонтувати застарілі головний та тильний фасади, флігелі, сіни та сходову клітку, втім, станом на 1937 рік ці вимоги так і не були виконані. Також у міжвоєнний період у будинку розміщувалася фабрика дзеркал Бика.
У XXI столітті у будинку розташовувалося Львівське навчально-методичне відділення Інституту підготовки кадрів промисловості та управління єпархії Вірменської Апостольської церкви. У 2012 році приміщення на першому поверсі перебудували під кафе «Спіжарка», переробивши крайнє справа вікно під вхід (станом на 2020 рік на місці кафе діє пекарня-кондитерська «Granny's Bakery»).

## Опис
Будинок чотириповерховий, прямокутний у плані, розташований на вузькій видовженій ділянці між вулицями Вірменською та Лесі Українки, на червоних лініях обидвох вулиць. Будинок мурований з цегли і каменю, тинькований, зведений на кам'яних фундаментах попередніх кам'яниць XVII століття, цокольний поверх збудований із тесаних білокам'яних блоків. Збереглися підвали XVII століття, перекриті кам'яним склепінням.
Головний фасад, що виходить на вулицю Вірменську, асиметричний, шестивіконний, із нерівномірним розташуванням віконних прорізів відносно центральної осі — наочне свідчення абрисів первісних кам'яниць шириною в два і чотири вікна, перебудованих в одну. Центральна вісь фасаду підкреслена лише нішею на рівні другого поверху, в якій наприкінці XIX століття встановили фігуру янгола з хрестом (не збереглася), під нішею — невеликий маскарон у вигляді лев'ячої голови. Головний вхід розташований лівіше від центральної осі і оформлений у вигляді простого білокам'яного порталу, прикрашеного лише замковим каменем.
Фасад має оздоблення у стилі неоренесансу: на рівні першого-третього поверхів рустований, розчленований горизонтально карнизами між першим і другим, та третім і четвертим поверхами, фланкований рустованими пілястрами, завершується профільованим карнизом. Прямокутні, оздоблені лиштвами вікна на другому поверсі прикрашені трикутними сандриками із замковим каменем у фризі, на третьому поверсі — прямими, лінійними, на четвертому — простим замковим каменем.
Тильний фасад — колишній флігель — триповерховий, чотиривіконний, майже без оздоблення, лише розчленований горизонтально тягами, а вікна облямовані простими лиштвами.
У внутрішньому плануванні збереглося планування, характерне для кінця XVIII століття, зокрема, вузькі брама та сіни, дерев'яна сходова клітка. Міжповерхові перекриття пласкі, дах двосхилий, з дерев'яними кроквами, бляшаний.

## Галерея

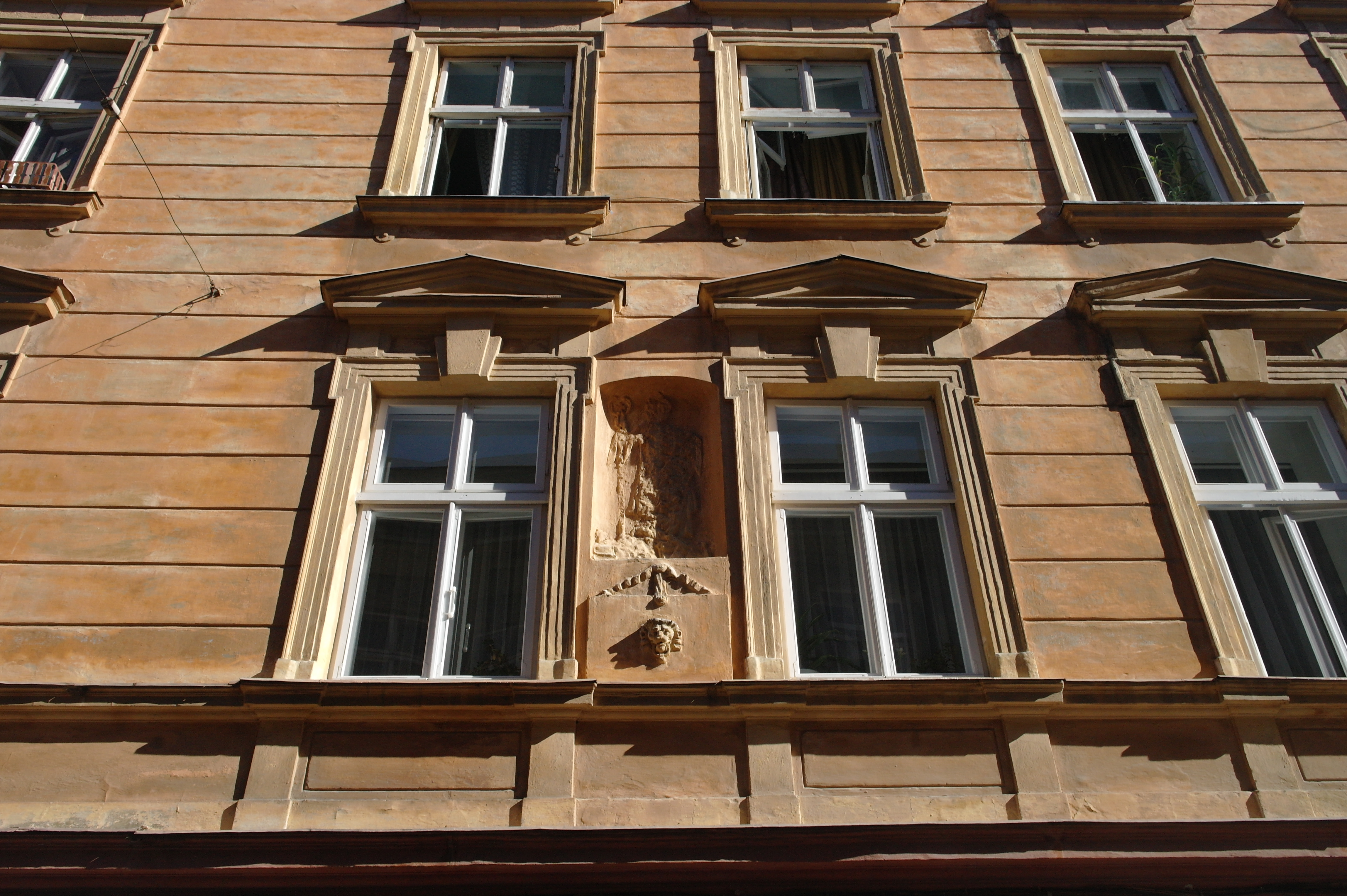
Ніша на фасаді будинку
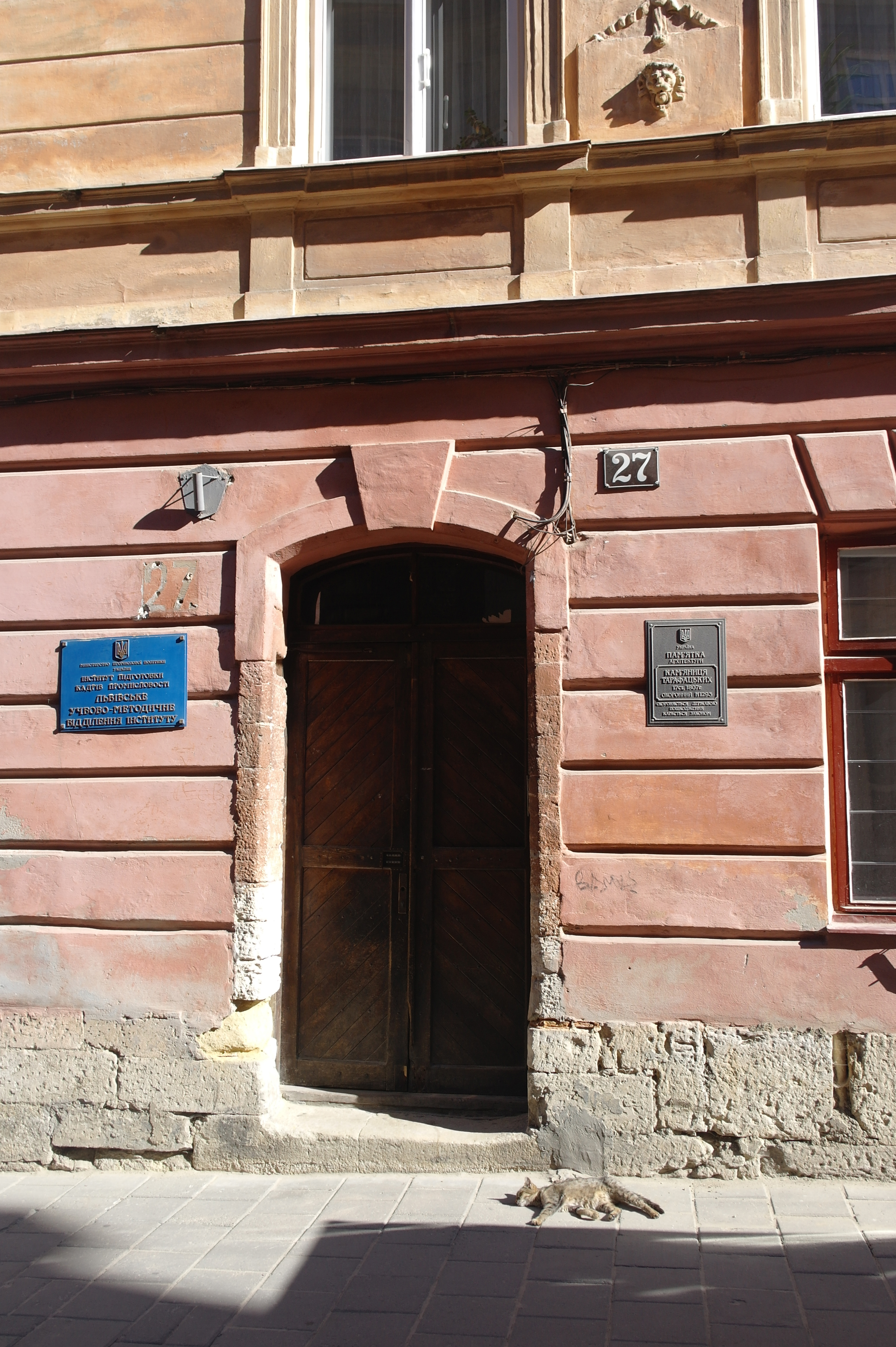
Головний вхід
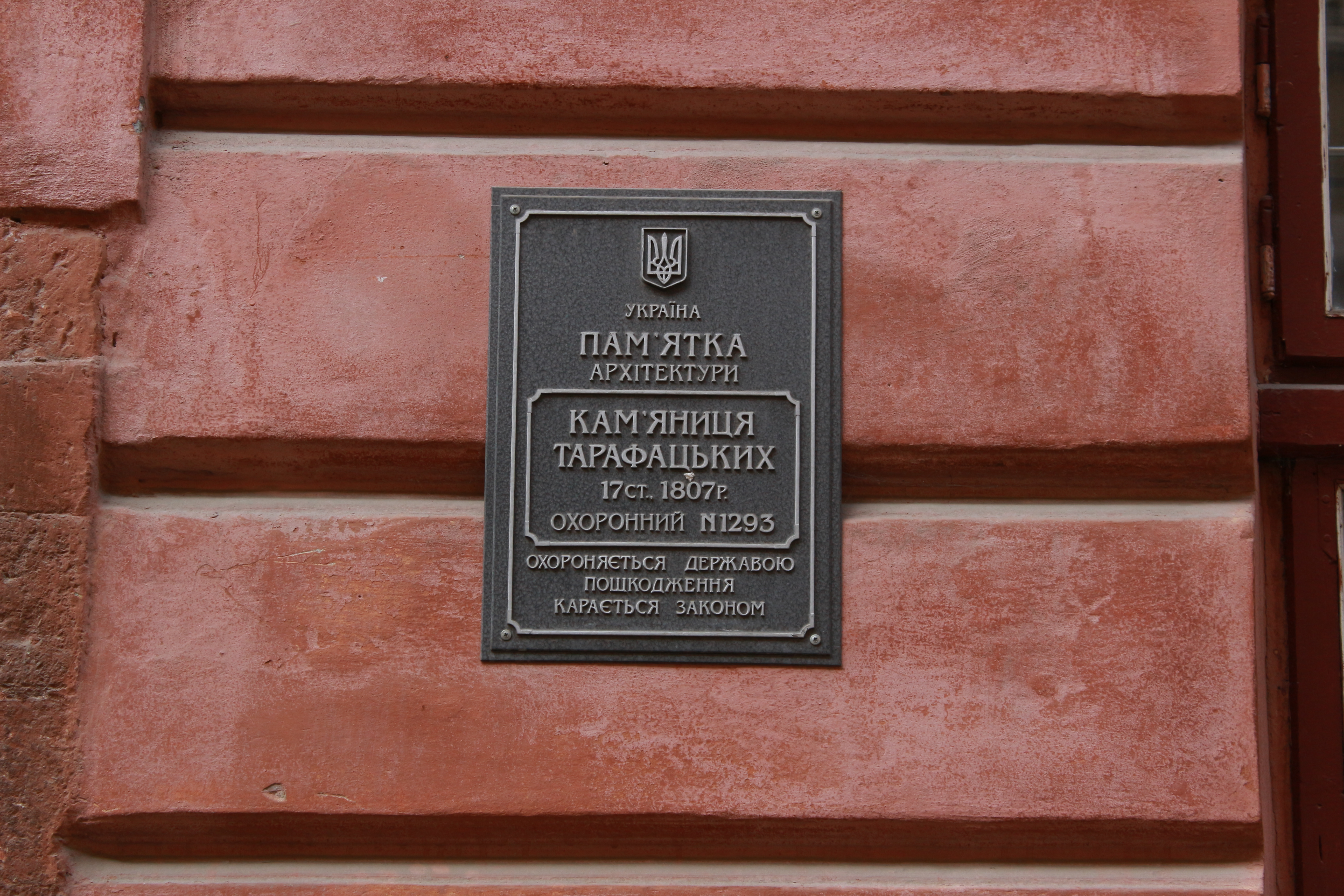
Охоронна табличка
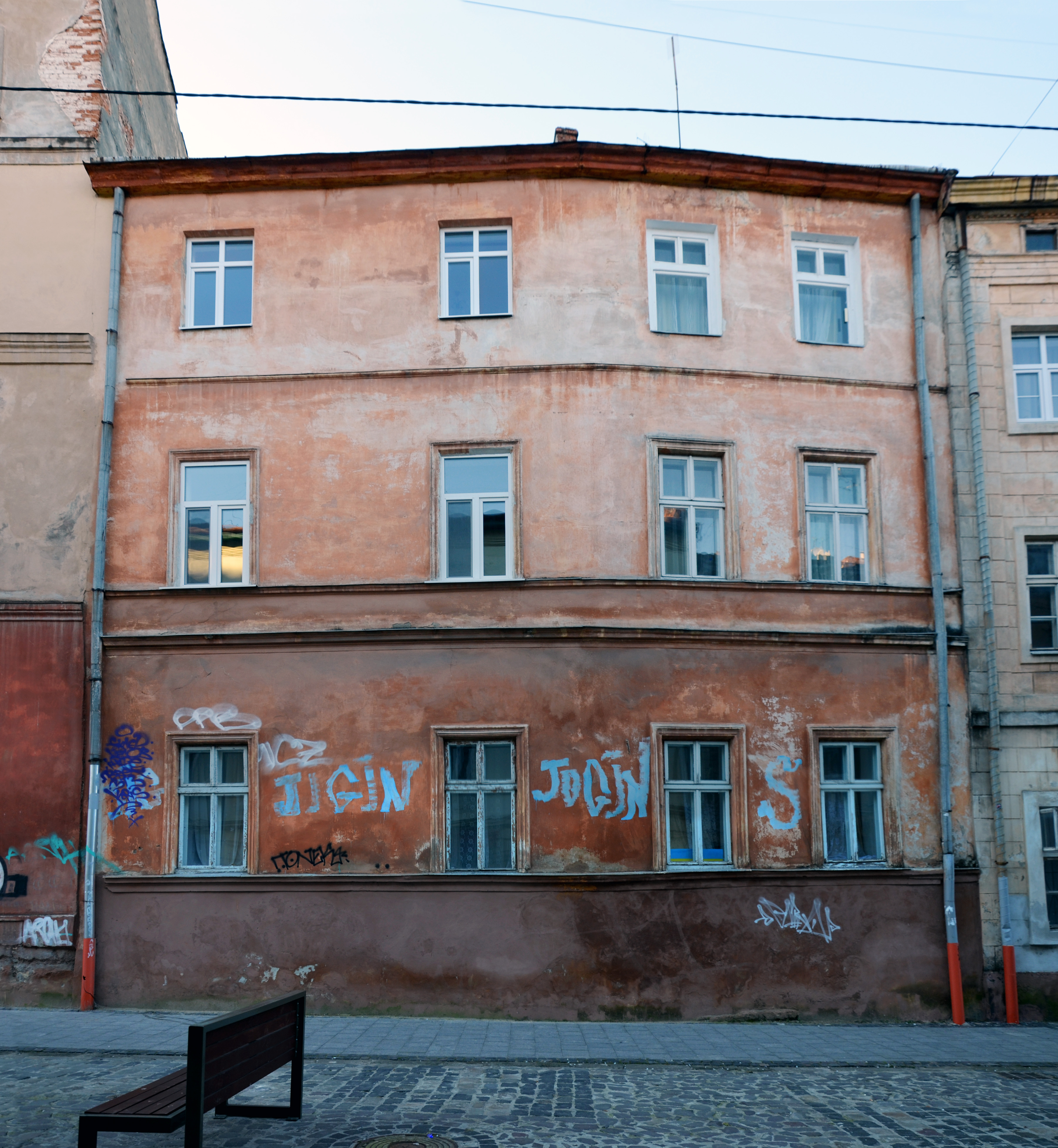
Тильний фасад